# Гуденсберг
Гуденсберг (нем. Gudensberg) — город в Германии, в земле Гессен. Подчинён административному округу Кассель. Входит в состав района Швальм-Эдер.  Население составляет 9107 человек (на 31 декабря 2010 года). Занимает площадь 46,5 км². Официальный код — 06 6 34 007.
Город подразделяется на 7 городских районов.